# Hwang Hye-suk
Hwang Hye-suk (* 5. August 1993) ist eine südkoreanische Biathletin.
Hwang bestritt ihre ersten internationalen Rennen bei den Juniorinnenrennen der Weltmeisterschaften 2011 in Nové Město na Moravě und wurde 49. des Sprints und im Verfolgungsrennen überrundet. Zum Auftakt der Saison 2012/13 debütierte sie bei den Frauen im IBU-Cup und wurde bei einem Sprintrennen in Idre 98. In Otepää gewann sie als 32. eines Einzels erstmals Punkte in der zweithöchsten internationalen Biathlon-Rennserie. Erste internationale Meisterschaft im Winter wurden die Juniorenweltmeisterschaften 2013 in Obertilliach, bei denen Hyesuk 57. des Einzels, 46. des Sprints und 55. der Verfolgung wurde. Wenig später bestritt sie im Rahmen der Weltmeisterschaften in Nové Město na Moravě ihr erstes Rennen im Weltcup und wurde mit Jo In-hee, Kim Seon-su und Park Ji-ae als Schlussläuferin der überrundeten koreanischen Staffel 24.

## Biathlon-Weltcup-Platzierungen
Die Tabelle zeigt alle Platzierungen (je nach Austragungsjahr einschließlich Olympische Spiele und Weltmeisterschaften).
- 1.–3. Platz: Anzahl der Podiumsplatzierungen
- Top 10: Anzahl der Platzierungen unter den ersten zehn (einschließlich Podium)
- Punkteränge: Anzahl der Platzierungen innerhalb der Punkteränge (einschließlich Podium und Top 10)
- Starts: Anzahl gelaufener Rennen in der jeweiligen Disziplin
- Staffel: inklusive Mixed- und Single-Mixed-Staffeln

| Platzierung              | Einzel | Sprint | Verfolgung | Massenstart | Staffel | Gesamt |
| ------------------------ | ------ | ------ | ---------- | ----------- | ------- | ------ |
| 1. Platz                 |        |        |            |             |         |        |
| 2. Platz                 |        |        |            |             |         |        |
| 3. Platz                 |        |        |            |             |         |        |
| Top 10                   |        |        |            |             |         |        |
| Punkteränge              |        |        |            |             | 5       | 5      |
| Starts                   | 2      | 2      |            |             | 5       | 9      |
| Stand: 31. Dezember 2021 |        |        |            |             |         |        |